# Лазор Оксана Дмитрівна
Оксана Дмитрівна Лазор (нар. 8 березня 1961, місто Ланівці Тернопільської області) — українська науковиця, професор, доктор наук з державного управління, кандидат сільськогосподарських наук.

## Життєпис
У 1978—1983 роках навчалася у Львівському лісотехнічному інституті, спеціальність «Лісове господарство», кваліфікація «інженер лісового господарства», спеціалізація «Озеленення населених місць» (диплом з відзнакою).
1996 — захистила дисертацію та здобула науковий ступінь кандидата сільськогосподарських наук (Диплом КН № 011345 від 20.06.1996 р.).
1998—200 — слухачка Львівського філіалу Української академії державного управління при Президентові України, спеціальність «державне управління», кваліфікація «магістр державного управління» (диплом з відзнакою).
2003 — присвоєно вчене звання доцентки кафедри державного управління та місцевого самоврядування ЛРІДУ НАДУ при Президентові України (Атестат 02ДЦ № 000222 від 24.12.2003 р.).
2010 — захистила докторську дисертацію на тему «Інституціоналізація публічної самоврядної влади в Україні» за спеціальністю 25.00.04. — місцеве самоврядування (Диплом ДД № 008255 від 14.04.2010 р.).
2011 — присвоєно вчене звання професора кафедри державного управління та місцевого самоврядування ЛРІДУ НАДУ при Президентові України (Атестат 12ПР № 006479 від 20.01.2011 р.).

### Наукова і педагогічна діяльність
З 2015 і донині — професор кафедри публічного адміністрування ІПК ДСЗУ.
2013—2014 — завідувачка, професор кафедри менеджменту ВНЗ «Східно-європейський слов'янський університет».
2007—2015 — доцентка, професор кафедри державного управління та місцевого самоврядування Хмельницького університету управління та права.
2008—2012 — професор кафедри державного управління та місцевого самоврядування Львівського регіонального інституту державного управління (ЛРІДУ).
2000—2008 — доцентка кафедри державного управління та місцевого самоврядування ЛРІДУ.
Членкиня спеціалізованої вченої ради К 20.052.07 Івано-Франківського національного технічного університету нафти і газу Міністерства освіти і науки України по захисту кандидатських дисертацій (2010—2012 р.).
Керівниця науково-педагогічних кадрів (захищено 5 кандидатських наук з державного управління).
Проводить лекційні, практичні і семінарські заняття із таких навчальних курсів: «Територіальне управління в умовах реформ», «Територіальна організація влади в Україні», «Місцеве самоврядування в Україні», «Регіональне управління», «Управління містом», «Методологія та організація наукових досліджень», «Основи менеджменту», «Менеджмент у державних організаціях», «Адміністративний менеджмент», «Тайм-менеджмент» «Основи конфліктології» та інших.

### Родина
Одружена з Олегом Лазором.

## Публікації
Авторка та співавторка 190 публікацій, з них:
- Інституціоналізація публічної самоврядної влади в Україні: моногр. / О. Д. Лазор. — Л. : ЛРІДУ НАДУ, 2009. — 440 с.
- Механізми забезпечення паритетної демократії в органах публічної влади / І. Г. Лазар ; за наук. ред. проф. каф. держ. упр. та місц. самовряд. О. Д. Лазор. — Л. : ЛРІДУ НАДУ, 2009. — 232 с.
- Системи місцевого управління зарубіжних країн: порівняльний аналіз / Л. Р. Михайлишин; за наук. ред. О. Д. Лазор. — Л. : ЛРІДУ НАДУ, 2009. — 188 с.
- Розвиток місцевого самоврядування в Україні: теоретико-правовий аспект: наук. розроб. / авт. кол. : А. О. Лазор, О. Д. Лазор, Д. Д. Заяць; за наук. ред. О. Я. Лазора. — К. : НАДУ, 2009. — 52 с.
- Організація та функціонування представницьких органів місцевого самоврядування в зарубіжних країнах: наук. розроб. / Х. М. Кохалик, І. П. Шелепницька, М. Р. Коваль, А. О. Лазор, І. Г. Лазар; за наук. ред. О. Д. Лазор. — К. : НАДУ, 2009. — 44 с.
- Державна служба в Україні: навч. посіб. : у 4 ч. Ч. 1 / О. Д. Лазор, О. Я. Лазор, вид. 3-є, доп. і переробл. — К. : Дакор, 2009. — 560 с.
- Лазор О. Д. Менеджмент у державних організаціях: метод. реком. для студентів спец. «Менеджмент організацій»: метод. реком. / О. Д. Лазор, О. Я. Лазор, І. Г. Лазар. — Л. : ЛРІДУ НАДУ, 2009. — 40 с.
- Лазор О. Д. Конфліктологія: метод. реком. для студентів спец. «Менеджмент організацій» та «Управління персоналом та економіка праці»: метод. реком. / О. Д. Лазор, І. Г. Лазар. — Л. : ЛРІДУ НАДУ, 2010. — 36 с.
- Лазор О. Д. Основи державного управління та місцевого самоврядування: навч.-метод. посіб. / О. Д. Лазор, О. Я. Лазор, І. Г. Юник. — Хмельницький: ТОВ «Поліграфіст — 2», 2012. — 520 с.